# Лавровки (селище)
Лавро́вки (рос. Лавровки) — селище у складі Дмитровського міського округу Московської області, Росія.

## Населення
Населення — 103 особи (2010; 137 у 2002).
Національний склад (станом на 2002 рік):
- росіяни — 93 %